# 1336 Zeelandia
Az 1336 Zeelandia (ideiglenes jelöléssel 1934 RW) a Naprendszer kisbolygóövében található aszteroida. Hendrik van Gent fedezte fel 1934. szeptember 9-én, Johannesburgban.